# Ahmed Sékou Touré
Ahmed Sékou Touré (var. Ahmen Seku Ture) (Faranah, 9 de janeiro de 1922 — Cleveland, Ohio, 26 de março de 1984) foi um líder político africano e presidente da República da Guiné de 1958 até sua morte em 1984. Touré foi um dos primeiros nacionalistas guineanos envolvido na libertação do país da França.
Chefe da Reunião Democrática Africana (RDA), em 1956 empenhou-se numa luta antifrancesa. Foi o primeiro presidente da República da Guiné após a independência da França em 1958, até 1984.
Em 1961 foi-lhe atribuído o Prêmio Lênin da Paz.

## Biografia
Nasceu em 9 de janeiro de 1922, em Faranah, Guiné, e morreu em 26 de março de 1984, em Cleveland, Estados Unidos da América. Foi presidente de Guiné entre 1958 e 1984.
Foi um dos sete filhos que os camponeses Alpha e Aminata Touré possuíram. Era bisneto do notável conquistador e guerreiro Samory Touré, que construiu o império de Uassulu, esse abrangeu os territórios em grande parte do atual Níger, Costa do Marfim, e Mali. O bisavô de Sékou com seu império, ainda obteve parte da Costa do Ouro (atual Gana) e a Libéria – ambos territórios serviram para a obtenção de armas do exército de Uassulu.
Foi um dos organizadores da primeira greve com êxito (76 dias) nas colônias francesas do oeste africano. En 1945 foi eleito secretário-geral da União de Trabalhadores das Telecomunicações e ajudou a fundar a Federação de Uniões de Trabalhadores da Guiné, que fez parte da Federação Mundial de Sindicatos da qual chegaria a ser vice-presidente.
Passou da militância sindical à política em 1946, quando Félix Houphouët-Boigny de Costa do Marfim formou o Reagrupamento Democrático Africano. Em 1951 foi eleito para la Assembleia Nacional Francesa, mas não lhe permitiram tomar o seu assento. Reeleito em 1954, foi excluído por segunda vez. Depois de ser eleito presidente da Câmara de Conacri por ampla maioria em 1955, permitiram-lhe finalmente aceder ao seu assento parlamentar na Assembleia Nacional Francesa.
Em finais de 1957 era vice-presidente do Conselho Executivo da Guiné. Quando o Presidente francês Charles de Gaulle propôs em 1958 o referendo nas colónias para criar una comunidade federal ou a independência de cada território, Touré fez campanha pela independência. Em 2 de outubro de 1958, a Guiné declarou-se independente. O governo francês reagiu retirando do país todos os profissionais de nacionalidade francesa e retirando do país todo o material público de transporte.

Maurice Robert, chefe do sector africano do Serviço de Documentação Externa e Contra-Inteligência (SDECE) de 1958 a 1968, explica que:
Tivemos de desestabilizar Sekou Touré, torná-lo vulnerável, impopular e facilitar a tomada de controlo pela oposição. Uma operação desta envergadura envolve várias fases: a recolha e análise de informação, a elaboração de um plano de ação baseado nesta informação, o estudo e implementação de meios logísticos e a adoção de medidas de execução do plano. Com a ajuda dos refugiados guineenses exilados no Senegal, organizámos também maquis da oposição em Fouta-Djalon. A supervisão foi assegurada por peritos franceses em operações clandestinas. Armámos e treinámos estes opositores guineenses para desenvolver um clima de insegurança na Guiné e, se possível, para derrubar Sékou Touré. Entre essas ações desestabilizadoras, posso citar a operação "Persil", por exemplo, que consistiu em introduzir no país uma grande quantidade de notas falsificadas guineenses para desequilibrar a economia.
Ameaçado pelo desastre da economia, Touré procurou apoios no bloco comunista e nas nações ocidentais. Em 1961 incorporou a Guiné no bloco dos não-alinhados.

## Atentados e o Primeiro Governo da Guiné
Ver artigo principal: Política da Guiné
No ano de 1968, Touré foi vítima de uma tentativa de assassinato – o atacante foi linchado no local. Já havia alguns anos, desde a independência da Guiné em outubro de 1958, conspirações contra o novo governo vieram a ocorrer. Em 1960, um grupo de franceses foi expulso da Guiné acusado de tentar liderar uma tentativa de golpe de Estado.
Foi ainda no início da década de 1960, que um grupo de professores foram culpados de iniciarem uma revolta que ia contra a ditadura do governo guineense de Sékou, supostamente foram os soviéticos os responsáveis por influenciar tal insurreição. As relações com os soviéticos só voltaram a melhorar em 1962 com a visita de Mikoyan em Conacri. Diante desses fatos, realmente o que é descrito por muitos cientistas políticos e historiadores não é nada mais do que o ocorrido. Anos subsequentes aos acontecimentos, o governo realizou varreduras e demitiu muitos de seus próprios funcionários, aqueles que foram elementos anticolonialistas aliados na era da ocupação francesa, foram notados por Touré conspirando. O caso de Fodéba Keita, um cidadão cultural famoso, também fora do contexto político por inventar a companhia de balé Keita Fodéba, acabou sendo afastado em 1969 e condenado á morte, mais tarde sua pena foi reduzida para prisão perpétua. Os acontecimentos seguintes pesaram de forma decisiva para o modo rígido de governo. Portugal invadiu a costa Guineana em 22 de novembro de 1970 na chamada Operação Mar Verde, Touré condenou á morte 58 cúmplices da invasão, somente 4 acusados foram executados um ano após (1971).
Uma razão possível para tantas aversões e conspirações contra a ditadura – era a incapacidade do governo de integrar a sociedade, a demora para a execução de projetos foi visto como um fruto de corrupção notavelmente percebido por todo o povo guineense e por todo o conselho governamental (alguns desses internos da base).
Após uma abertura de inquérito em setembro de 1971, o governo anunciou que uma nova invasão estava sendo planejada – por mais uma vez Sékou mandou uma centena de guineenses para a prisão, foram submetidos a julgamento 11 membros de seu governo. Ao ano de 1972, procurou estabelecer boas relações com os países africanos, desde a independência da Guiné em Setembro de 1958, a nação estava isolada do cenário Africano. Um ano após, 1973, Sékou acusou o Senegal e a Costa do Marfim de planejarem uma invasão territorial na Guiné. Em diversos momentos desde a soberania da Guiné, elementos de dentro do governo e fiéis para com a pátria, foram submetidas á julgamento – relações mais liberais passaram a quase nem existir por parte dessa gestão.
Em 1975, a Guiné aderiu a Convenção de Lomé e a Comunidade Económica dos Estados da África Ocidental. Ainda nesse ano, Sékou proibiu o comércio privado na Guiné – causou durante dois anos (1975-1977) a insatisfação popular e, em meio a toda a desaprovação do povo, as medidas voltaram dentro do tempo citado. Em 1976, um fato até nos dias atuais recordado veio a ocorrer. Sékou Touré demitiu seu membro de governo Diallo Telli; de forma quase compensatória demitiu também todos os membros de sua tribo, a dos fulas. O conselho de direitos humanos da ONU denunciou em 1977-1978 o governo por violação dos direitos humanos, todos as acusações foram negadas – ,o resultado: a ditadura libertou da prisão mais de 1000 prisioneiros e foi autorizado a volta de exilados ao país.
Em 1979, ocorreram fatos consideráveis na gestão do governo. Em Junho, a Guiné recebeu a visita do primeiro presidente francês desde a independência da nação em 1958, Giscard d'Estaing visitou Conacri. O arcebispo de Conacri Raymond-Marie Tchidimbo, foi solto depois de 8 anos em cárcere (1971-1979), o religioso foi acusado de tramar uma conspiração contra o governo na época, logo após a invasão portuguesa. Em Agosto de 1979, viajou para os Estados Unidos em tentativa de melhorar as relações com o bloco ocidental. Ainda em 1979, esteve presente em uma chamada cúpula de reaproximação com os presidentes do Senegal e da Costa do Marfim – foi um meio de reconciliação para com a parte abalada pelo desgaste (acusação, conspiração) anterior.
Em Maio de 1980 e em Fevereiro de 1981, Touré sofreu atentados, acabou escapando com vida e íntegro de ambos.
Com todas as tentativas de derrubamento da ditadura, Sékou realizou um verdadeiro ''limpa'' no governo e no exército guineense – eram acusados pessoas da base governista, e de toda a estrutura nacional, perseguições e prisões foram mantidas sob segredo durante o período de governo ditatorial do mandinga.
Ainda sob sua gestão, em 1982 foi inaugurada a Grande Mesquita de Conacri – a maior da África Subsariana e a quarta maior da África. O rei Fahd da Arábia Saudita contribui com uma fatia considerável no orçamento. Os corpos de Samory Touré, Alfa Yaya e do próprio Ahmed Sékou Touré estão sepultados dentro da mesquita de Conacri.